# Felix Dahn

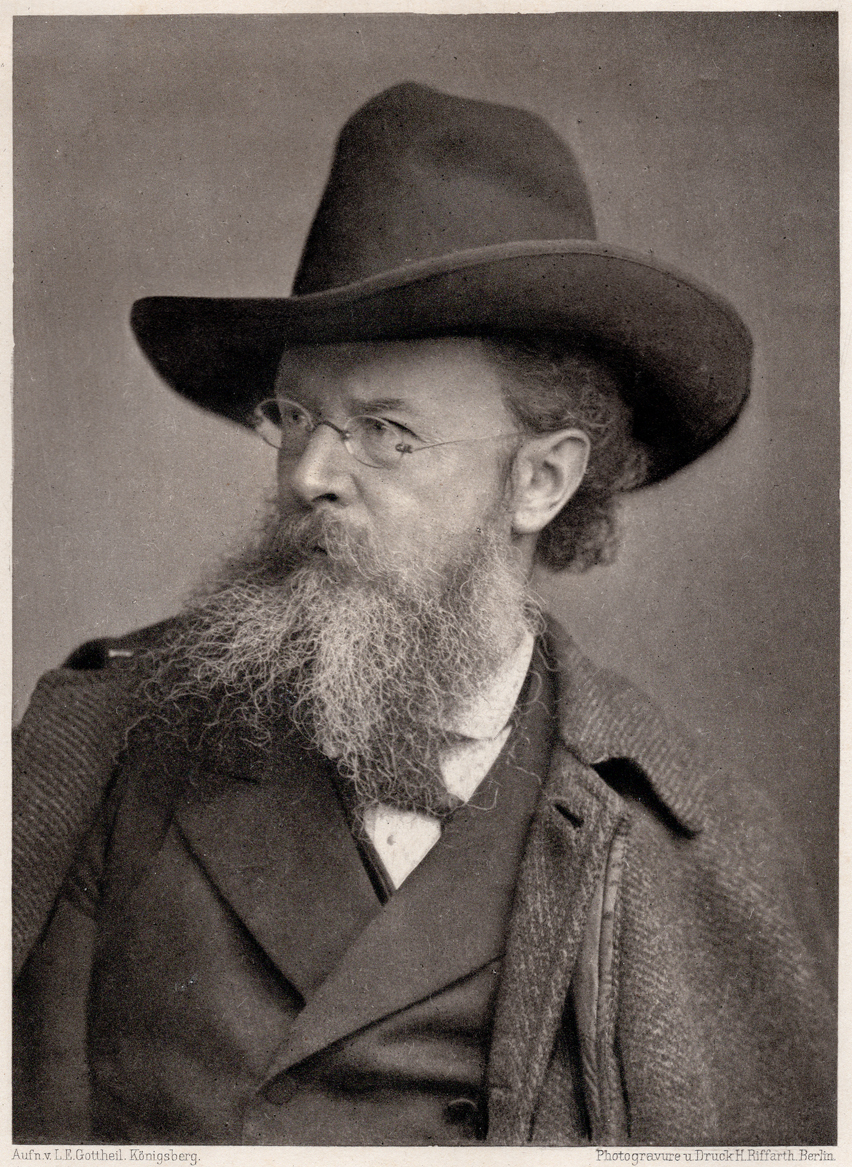
Felix Dahn, um 1889

Felix Dahn (Ludwig Sophus Felix Dahn; * 9. Februar 1834 in Hamburg; † 3. Januar 1912 in Breslau) war ein deutscher Rechtswissenschaftler, Schriftsteller und Historiker.

## Leben

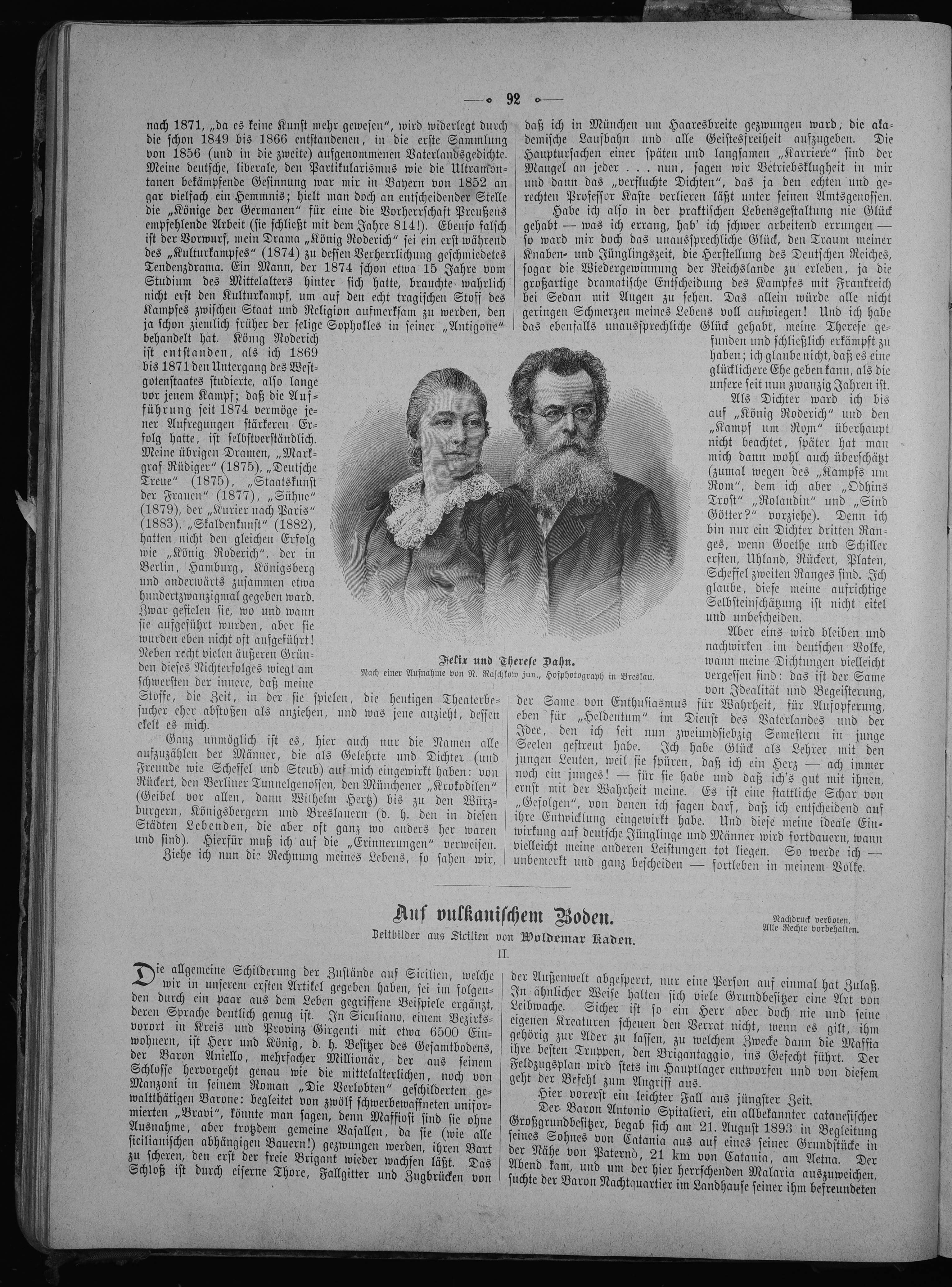
Abbildung von Therese und Felix Dahn in einer Ausgabe der Gartenlaube (1894)

Felix Dahn war der Sohn des Schauspielers und Theaterregisseurs Friedrich Dahn und dessen erster Ehefrau Constance geb. Le Gaye. Die Mutter war eine Schauspielerin mit französisch-hugenottischen Wurzeln. Die Ehe der Eltern verlief unglücklich und wurde 1850 geschieden, was den jungen Felix nach eigenem Bekunden schwer belastete. Sein jüngerer Bruder Ludwig wurde ebenfalls Schauspieler, außerdem hatte er noch eine Schwester, Constanze, die sich später als Schriftstellerin betätigte.
Dahn besuchte das Wilhelmsgymnasium München. Nach dem Abitur begann er an der Ludwig-Maximilians-Universität München Rechtswissenschaft, Geschichte und Philosophie zu studieren. Vorübergehend wechselte er an die Friedrich-Wilhelms-Universität Berlin und wurde, zurück in München, mit 21 Jahren summa cum laude zum Dr. iur. promoviert. Das zweite juristische Staatsexamen bestand er 1856 in Bayern als Jahrgangsbester.
Dahn heiratete 24-jährig in erster Ehe die Malerin Sophie Fries (1835–1898), mit der er einen Sohn bekam; allerdings entwickelte sich die Beziehung unglücklich. 1867 nahm Therese Freiin Droste zu Hülshoff, eine Nichte zweiten Grades der Dichterin Annette von Droste-Hülshoff, bei ihm in Würzburg Unterricht zur Verfeinerung ihrer Poesie. Nach anfänglicher gegenseitiger Abneigung entwickelte sich daraus eine stürmische Liebe zwischen der damals 22-jährigen katholischen Baronesse und dem elf Jahre älteren Professor. Dies führte letztendlich zum Zerbrechen und der Scheidung seiner Ehe, nachdem die preußische Regierung dies ermöglicht hatte,
Schließlich heirateten die beiden – gegen den heftigen Widerstand beider Familien – im Jahr 1873 in der Burgkirche im ostpreußischen Königsberg. Diese Liebesgeschichte verarbeitete Felix Dahn schriftstellerisch in seinem Werk Sind Götter? (1874). Das Paar bekam keine Kinder, führte aber eine Ehe, über die Felix Dahn 1894 schrieb: „Und ich hatte das ebenfalls unaussprechliche Glück, meine Therese gefunden und schließlich erkämpft zu haben. Ich glaube nicht, dass es eine glücklichere Ehe geben kann, als die unsere seit nun zwanzig Jahren“. Therese führte, besonders in Breslau, eine Art literarischen Salon, in dem zahlreiche Gelehrte und künstlerisch Interessierte ihrer Zeit verkehrten. Nach Mitteilung von Felix Dahn sind ihre Charakterzüge in der Figur der Hukberta in seinem Roman Die schlimmen Nonnen von Poitiers angedeutet.

## Weltanschauliche und politische Einstellungen
Felix Dahn wuchs als Sohn protestantischer Eltern in München auf, wo er eine deutliche Aversion gegen den Katholizismus entwickelte. Nicht zuletzt vor dem Hintergrund der unglücklichen und schließlich zerbrechenden Ehe seiner Eltern wandte er sich indes bereits als Kind immer mehr vom Christentum insgesamt ab und gewann eine zutiefst pessimistische Weltsicht. Das Leiden sowohl in der Natur als auch unter den Menschen, ja die „unverschuldete“ Tragik ganzer Völker vermochte er nicht mit der Vorstellung von einem gerechten Gott in Einklang zu bringen. In seinem Schauspiel König Roderich (1875) vertrat er eine klare antiklerikale Haltung, und auch wenn er nicht in allen Einzelheiten zustimmte, so stand er im Kulturkampf doch im Großen und Ganzen auf der Seite Bismarcks. Sich selbst bezeichnete er als Anhänger des jüdischen Philosophen Baruch Spinoza.
Politisch engagierte sich Dahn im Alldeutschen Verband. Dessen völkischem Gedankengut war er sehr zugeneigt („Das Volk ist des Mannes höchstes Gut“). Diese Einstellung verband sich bei ihm indes keineswegs mit grundsätzlichem Antisemitismus, im Gegenteil sprach er über die Notwendigkeit, sich vom Antisemitismus zu „bekehren“; Juden zählten zu seinen besten Freunden. Insgesamt zeigte er – trotz teils auch kritischer Äußerungen – eine unumwundene Bewunderung für die Juden und deren Fähigkeit, ihre Identität zu bewahren, während er andererseits gerade die gerühmten germanischen Tugenden kritisch bewertete (so schrieb er in seinem Werk Gelimer von maßlosem germanischen Trotz und einem „dumme[n] Heldenthum der Ehre“). Folgerichtig zeigte Dahn – gerade vor dem Hintergrund seiner völkischen Denkweise – auch für den Zionismus starke Sympathien und äußerte 1901 im Rahmen einer Rezension für Das literarische Echo: „Wäre ich ein Jude, würde ich ein begeisterter Zionist sein.“ Indes glaubte Dahn nicht, dass sich ethnische Unterschiede durch Assimilation angleichen lassen, sondern sah das Ideal vielmehr in einer freundschaftlichen, aber gleichwohl getrennten Koexistenz der Völker. Konsequent setzte er sich zwar sehr für die Überwindung der deutschen Kleinstaaterei ein, doch eine Überwindung völkischer Grenzen im Sinne einer Globalisierung blieb ihm fremd.
In seinen letzten Lebensjahren engagierte er sich für den Bau des Völkerschlachtdenkmals bei Leipzig, dessen Einweihung (zum 100. Jahrestag) im Jahre 1913 er allerdings nicht mehr miterlebte. 

## Akademische Laufbahn und Forschungstätigkeit
Im Anschluss an sein Studium konzentrierte Dahn sich ganz auf das juristische Fachgebiet, nachdem ihm sein Lehrer Karl von Prantl von einer Promotion im philosophischen Fachgebiet abgeraten hatte. Schon 1857 habilitierte er sich in München mit der Schrift: Studien zur Geschichte der germanischen Gottes-Urteile. Dieses Erstlingswerk wird heute noch gedruckt. Anschließend übernahm er dort eine Dozentur u. a. für Deutsches Recht, Rechtsphilosophie, Handelsrecht und Staatsrecht. 1863 wurde er außerordentlicher und 1865 ordentlicher Professor an der Julius-Maximilians-Universität Würzburg. Hier beteiligte er sich aktiv an der Hochschulpolitik. So soll es einer flammenden Rede von Dahn vor dem Universitätssenat zu verdanken gewesen sein, dass 1872 der auf der Kippe stehende Ankauf der italienischen Sammlung Feoli für die Antikensammlung des Martin von Wagner Museums zustande kam.
Der Deutsch-Französische Krieg, an dem Dahn als Johanniter teilnahm, unterbrach seine akademische Karriere nur kurzzeitig. 1872 wechselte er auf einen Lehrstuhl der Albertus-Universität Königsberg. Für das akademische Jahr 1877/78 wählte sie ihn zum Rektor. 1888 ging er schließlich an die Schlesische Friedrich-Wilhelms-Universität Breslau. 1895/96 war er auch ihr Rektor.
Seine Universitätskarriere trieb Dahn nicht nur mit einer Fülle von juristischen Fachpublikationen von Handels- bis hin zu Völkerrecht voran, sondern auch als Historiker mit Forschungen zur Geschichtswissenschaft und zahlreichen Veröffentlichungen über die Geschichte der Spätantike und Völkerwanderungszeit. Sein wissenschaftliches Hauptwerk Die Könige der Germanen erschien in 11 Bänden (1861–1909). Zudem gilt Dahn dank seiner Theodor Mommsen gewidmeten Monographie über Prokopios von Caesarea (1865) als Begründer der modernen Forschung über diesen antiken Historiker. Dahns Werke über die Spätantike und die Völkerwanderung sind heute bekannter als die seiner früheren Königsberger Kollegen Wilhelm Drumann und Friedrich Wilhelm Schubert und werden teils weiterhin aufgelegt. Daneben veröffentlichte Dahn auch eine kaum überschaubare Fülle juristischer Fachliteratur, die von handels- bis zu völkerrechtlichen Themen reicht.

## Belletristische Tätigkeit
Neben seiner wissenschaftlichen Arbeit betätigte sich Dahn auch als Dichter und Romanautor, wobei ihm seine historischen Forschungsergebnisse vielfach als Grundlage dienten. Insofern hatte der weitaus größte Teil seiner poetischen Werke die Lebenswelt und das Schicksal der germanischen Völker bis zur Völkerwanderungszeit zum Thema. In den 1860er Jahren wurde Dahn zum Hausautor der Gartenlaube, der damals mit weitem Abstand auflagenstärksten deutschsprachigen Zeitschrift. Hier veröffentlichte er über viele Jahre hinweg zahlreiche Gedichte, die drei Gesamtausgaben (die letzte in 16 Bänden mit einer Auflage von 50.000 Exemplaren) erreichten. Er war Mitglied in dem auch politisch einflussreichen, unter der Ägide Emanuel Geibels stehenden Münchner Dichterkreis sowie in dessen Berliner Pendant Tunnel über der Spree.
Dahns Popularität als Schriftsteller gründete vor allem auf einem historischen Roman, der – wegen seines Anspruchs, den geschichtswissenschaftlichen Forschungsstand literarisch zu verarbeiten – zunächst von Literaturkritikern als „Professorenroman“ negativ abgestempelt wurde, sich jedoch schnell außerordentlicher Beliebtheit erfreute: Ein Kampf um Rom (1876). An diesem Werk arbeitete Dahn siebzehn Jahre lang und widmete es seinem (jüdischstämmigen) Freund Ludwig Friedländer. Dahn schildert darin den Existenzkampf des spätantiken Ostgotenreiches in Italien zwischen dem Tod Theoderichs des Großen (526) und der endgültigen Niederlage unter König Teja (552). Seinem Anspruch gemäß orientierte sich Dahn einerseits am damaligen Forschungsstand über die historischen Vorgänge (zu dem er selbst wesentliche Beiträge geleistet hatte), wob aber in die Handlung vielfältige Bezüge zum politischen Tagesgeschehen seiner Zeit ein. Gerade dadurch wurde der Roman eines der einflussreichsten literarischen Werke des auf historische Sinnstiftung bedachten nationalliberalen Gründerzeitnationalismus. In dem Werk finden sich dezidiert sozialdarwinistische Momente im Verbund mit völkischen Elementen. Antisemitismus ist dem Roman indes fremd. Vielmehr stellt Dahn die Goten (die er mit den Deutschen gleichsetzt) als die Beschützer der Juden vor den Römern dar, was diese wiederum mit anhänglicher Dankbarkeit und Treue zurückzahlen. In diesem Zusammenhang prägte Dahn die Wendung: „Treu und dankbar wie ein Jude“. Auch findet sich unter den zahlreich eingestreuten Anspielungen auf die damalige Tagespolitik eine kaum verhohlene Warnung vor Antisemitismus, den Dahn als Undank gegenüber den Juden darstellt („Mögest du nicht Undank ernten von den Goten für deinen Dank“. 5. Buch, 1. Abteilung, 22. Kapitel).
Der Roman inspirierte auch Nachwuchsautoren wie den evangelischen Theologen Artur Brausewetter, der, beeindruckt von Kampf um Rom, seine Novelle In der Heilanstalt an Dahn sandte. Dahn ermöglichte mit einem Empfehlungsschreiben für die Novelle Brausewetters erste Veröffentlichung und legte damit den Grundstein für dessen literarischen Werdegang.
Kampf um Rom blieb über Jahrzehnte eine beliebte Lektüre und erreichte als erfolgreichster Longseller in der deutschen Literaturgeschichte eine Gesamtauflage von mehr als 1 Million Exemplaren. Er wurde 1968 (mit Orson Welles als Justinian I.) aufwändig verfilmt. 
Seinem belletristischen Hauptwerk ließ Dahn zwischen 1882 und 1901 weitere historische Romane folgen, die er in 13 Bänden als Kleine Romane aus der Völkerwanderung veröffentlichte. Teils war auch seine zweite Frau Therese daran beteiligt. Ferner gab Dahn  Sammlungen von Sagen und mythologischen Erzählungen aus der germanischen Lebenswelt heraus.
Zu Felix Dahns poetischem Werk gehören auch mehrere Schauspiele und Opern-Libretti. 
In den 1880er und 1890er Jahren schrieb Dahn eine umfangreiche Polemik in Vers und Prosa gegen die naturalistischen Schriftsteller, u. a. gegen Gerhart Hauptmann.
Zwischen 1890 und 1895 verfasste Dahn eine mehrbändige, insgesamt etwa dreitausendseitige Autobiografie. Im Jahre 1909 schrieb er das für eine breite Öffentlichkeit gedachte Begleitheft zur 1900-Jahr-Feier der Schlacht im Teutoburger Wald. 
Mit einem insgesamt ca. 30.000 Druckseiten umfassenden Œuvre zählt Felix Dahn zu den großen Vielschreibern.

## Mitgliedschaften und Ehrungen
Von 1859 bis 1863 war er Mitglied der Zwanglosen Gesellschaft München. Er wurde um 1890 Ehrenmitglied der Prager Burschenschaft Ghibellina.

## Rezeption

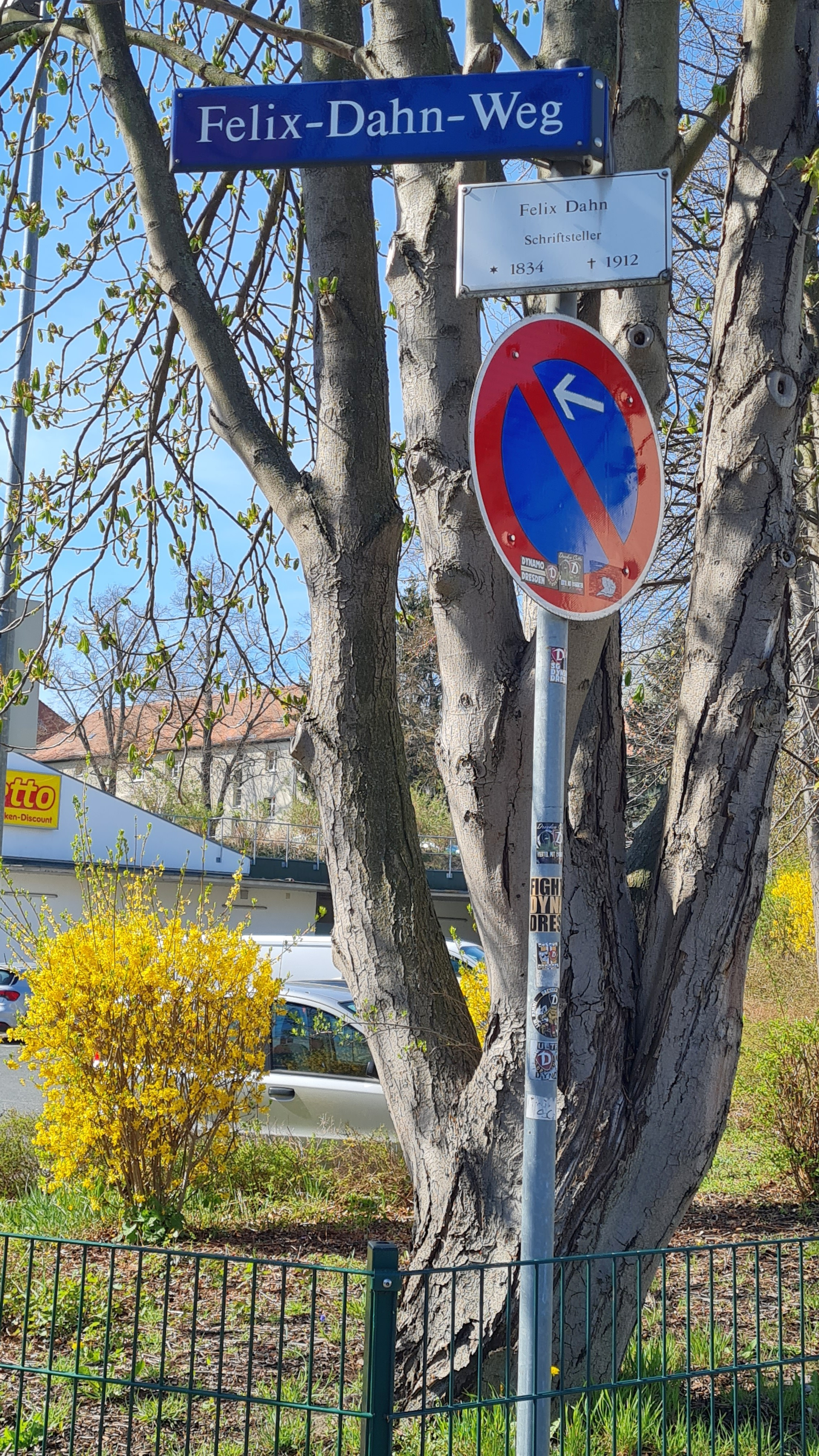
Felix-Dahn-Weg in Dresden

Dahn genoss zu Lebzeiten hohes internationales Ansehen; unter anderem erntete er hervorragende Rezensionen seiner Werke in der English Historical Review (Oxford); eine mit dieser Zeitschrift vereinbarte Zusammenarbeit kam allerdings nicht zustande. Später wurde er aufgrund seiner völkischen Grundeinstellung teils als Wegbereiter des Nationalsozialismus neben Richard Wagner angesehen, doch diese pauschale Abqualifizierung wurde in neuerer Zeit als undifferenziert zurückgewiesen. Tatsache ist jedenfalls, dass unter denen, die Dahns Werke schätzten, auch führende Nationalsozialisten waren, so z. B. Heinrich Himmler. Der Jurist und Historiker Dietmar Willoweit kam 1994 zu dem Schluss: „Eine gründlicher eindringende Analyse des Phänomens Felix Dahn war den Zeitgenossen noch nicht möglich und den Nachgeborenen offenbar so gleichgültig oder widerwärtig, daß sie bis heute noch fast ganz fehlt“ – eine Einschätzung, die nach Meinung des Historikers Arno Mentzel-Reuters auch 2012 noch Gültigkeit besaß.
In mehreren deutschen und österreichischen Städten sind Straßen und Plätze nach Felix Dahn benannt, so in Hamburg (Eimsbüttel), Rathenow, Duisburg, Frankfurt am Main, Stuttgart (Degerloch), Landshut, Prien am Chiemsee, Würzburg, Dresden, Nürnberg, München (Bogenhausen), Wien (Währing und Döbling, seit 1912), Salzburg (Parsch), Villach (Lind) und Graz. In Graz (2017) und Hamburg (2022) gab es wegen Dahns völkischer Einstellung Überlegungen zu einer Umbenennung, doch wurde trotz gewisser Vorbehalte der jeweils eingesetzten Historikerkommissionen in beiden Fällen darauf verzichtet.

## Schriften (Auswahl)
Wissenschaftliche Einzelschriften 

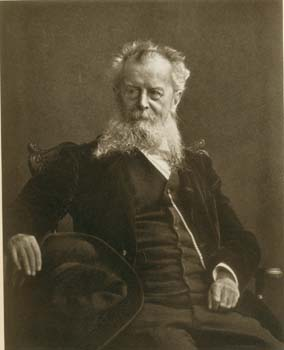
Felix Dahn

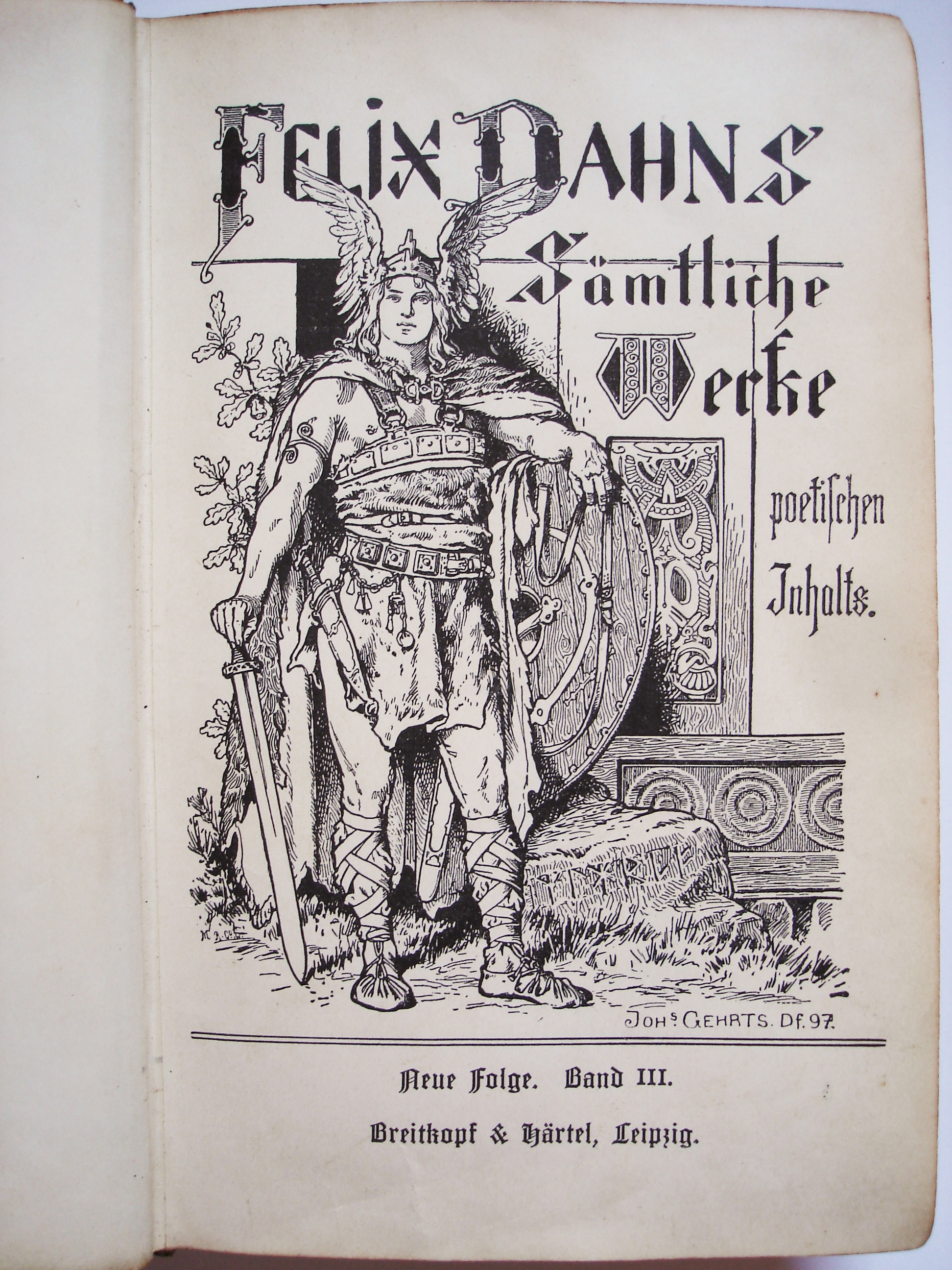
Titelblatt der Werkausgabe mit einer Illustration von Johannes Gehrts

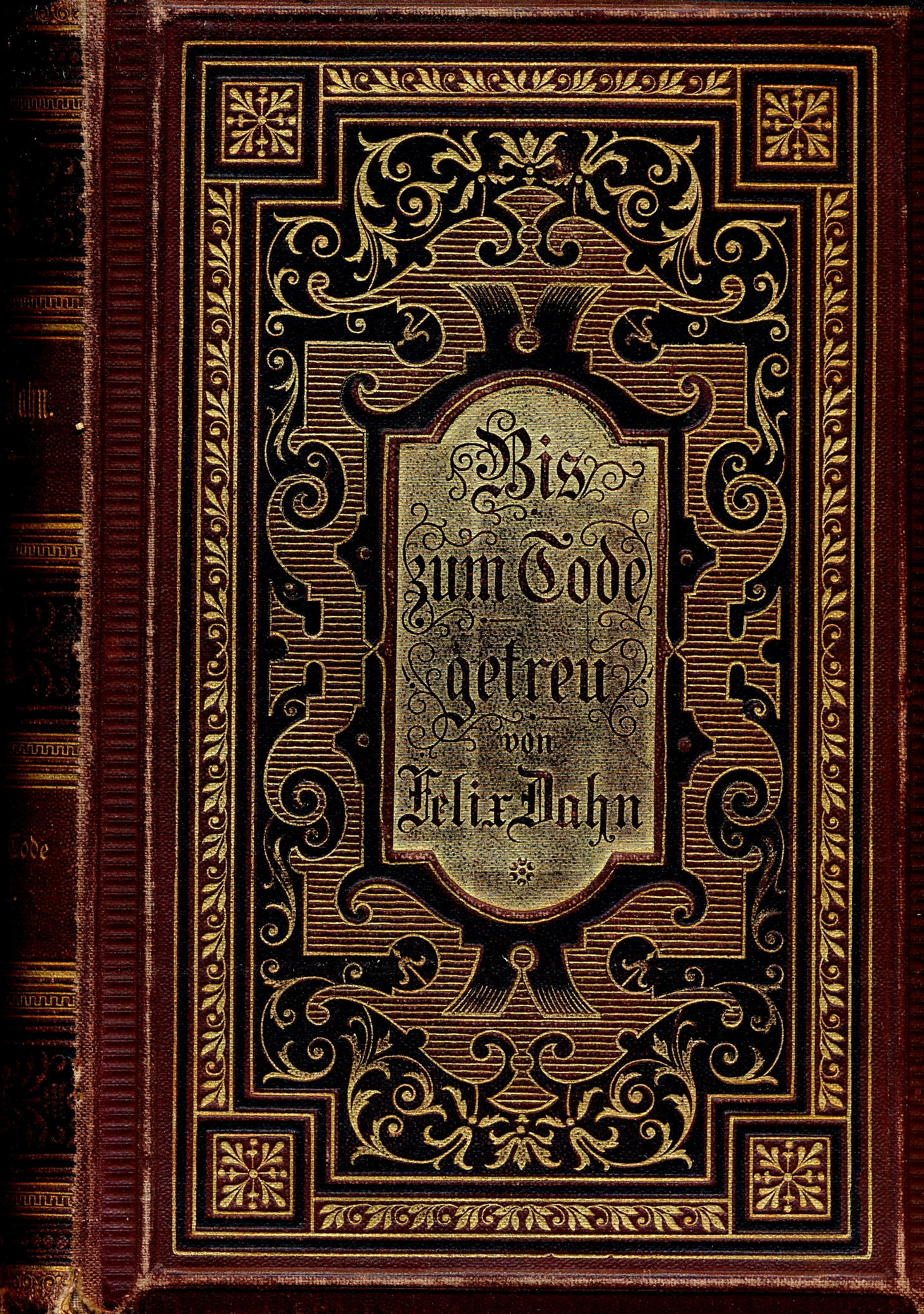
Einband des Buches Bis zum Tode getreu mit Jugendstil-Ornamenten

- Studien zur Geschichte der germanischen Gottes-Urtheile, Christian Kaiser, München 1857. (Digitalisat Google Books).
- Die Könige der Germanen. Das Wesen des ältesten Königtums der germanischen Stämme und seine Geschichte bis auf die Feudalzeit. [12 Bände und Registerband]. 1861–1911, SWB Online-Katalog 002647524.
  - Erste Abtheilung: Die Zeit vor der Wanderung. Die Vandalen. Fleischmann, München 1861. (Digitalisat Google Books).
  - Zweite Abtheilung: Die kleineren gothischen Völker. Die Ostgothen. Fleischmann, München 1861. (Digitalisat Google Books).
  - Dritte Abtheilung: Verfassung des ostgothischen Reiches in Italien. Stuber, Würzburg 1866. (Digitalisat Google Books).
  - Vierte Abtheilung: Anhänge zur dritten Abtheilung. Erster Anhang: Die Edikte der Könige Theoderich und Athalarich. Zweiter Anhang: Das gothische Recht im gothischen Reich. Stuber, Würzburg 1866. (Digitalisat Google Books).
  - Fünfte Abtheilung: Die politische Geschichte der Westgothen. Stuber, Würzburg 1870. (Digitalisat Google Books).
  - Sechste Abtheilung: Die Verfassung der Westgothen. Das Reich der Sueben in Spanien. Stuber, Würzburg 1871. (Digitalisat Google Books).
  - Siebenter Band: Die Franken unter den Merowingen. Erste Abtheilung. Breitkopf & Härtel, Leipzig 1894. (Digitalisat archive.org).
  - Achter Band: Die Franken unter den Karolingen. Fünfte Abtheilung. Breitkopf & Härtel, Leipzig 1899. (Digitalisat archive.org).
  - Neunter Band: Die Alamannen. Erste Abtheilung. Breitkopf & Härtel, Leipzig 1902.
  - Neunter Band: Die Baiern. Zweite Abteilung. Breitkopf & Härtel, Leipzig 1905. (Digitalisat archive.org).
  - Zehnter Band: Die Thüringe. Breitkopf & Härtel, Leipzig 1907.
  - Elfter Band: Die Burgunden. Breitkopf & Härtel, Leipzig 1908.
  - Zwölfter Band: Die Langobarden. Breitkopf & Härtel, Leipzig 1909.
  - Friedel Dahn (Bearb.): Gesamt-Register zu beiden Auflagen. Breitkopf & Härtel, Leipzig 1911.
- Prokopius von Cäsarea. Ein Beitrag zur Historiographie der Völkerwanderung und des sinkenden Römertums. Mittler, Berlin 1865, SWB Online-Katalog 099922398.

- Urgeschichte der germanischen und romanischen Völker. [4 Bände] (= Allgemeine Geschichte in Einzeldarstellungen. Geschichte des Mittelalters, 2). Grote, Berlin 1881–1889, SWB Online-Katalog 001675346.
- Die Germanen. Volkstümliche Darstellungen aus Geschichte, Recht, Wirtschaft und Kultur. Breitkopf & Härtel, Leipzig 1905, DNB 580830918. online.

### Poetische Werke
- Verstrickt und gelöst. Schauspiel in vier Aufzügen. Berlin 1857
- Sind Götter? Die Halfred Sigskaldsaga. Ene nordische Erzählung aus dem zehnten Jahrhundert. Cotta, Stuttgart 1874. (Digitalisat Google Books, 3. Aufl., Leipzig 1878).
- König Roderich. Ein Trauerspiel in fünf Aufzügen. Hartknoch, Leipzig 1875. (Digitalisat Bayerische Staatsbibliothek München).
- Ein Kampf um Rom. Historischer Roman. [4 Bände]. Breitkopf & Härtel, Leipzig 1876, SWB Online-Katalog 061163538. (Band 1, 79. Aufl.: Digitalisat Google Books; Band 2: Digitalisat Google Books; Band 3, 79. Aufl.: Digitalisat Google Books; 4. Band, 3. Aufl.: Digitalisat Google Books).
- Die Staatskunst der Frau'n. Ein Lustspiel in drei Aufzügen. Breitkopf & Härtel, Leipzig 1877. (Digitalisat Google Books).
- Armin. Heroische Oper in fünf Aufzügen. [Textbuch], Musik von Heinrich Hofmann. Erler, Berlin 1878. (Digitalisat Bayerische Staatsbibliothek).
- Odhin's Trost. Ein nordischer Roman aus dem elften Jahrhundert. Breitkopf & Härtel, Leipzig 1880. (Digitalisat archive.org der 4. Aufl.).
- Der Schmidt von Gretna-Green. Große romantische Oper in drei Aufzügen. [Textbuch] (= Breitkopf & Härtels Textbibliothek, 200), Musik von Johannes Doebber. Breitkopf & Härtel, Leipzig 1880, SWB Online-Katalog 356579476.
- Der Kurier nach Paris. Lustspiel in fünf Aufzügen. Breitkopf & Härtel, Leipzig 1883, SWB Online-Katalog 009917020.
- Die Kreuzfahrer. Erzählung aus dem dreizehnten Jahrhundert. [2 Bände]. Janke, Berlin 1884. (Digitalisat archive.org).
- Bis zum Tode getreu. Erzählung aus der Zeit Karls des Großen. Breitkopf & Härtel, Leipzig 1887.
- Welt-Untergang. Geschichtliche Erzählung aus dem Jahre 1000 nach Christus. Breitkopf & Härtel, Leipzig 1889, SWB Online-Katalog 108056929.
- Kleine Romane aus der Völkerwanderung (13 Bände), Breitkopf & Härtel, Leipzig 1882–1901, SWB Online-Katalog 091089549.
  - Bd. I: Felicitas. Historischer Roman aus der Völkerwanderung (a. 476 n. Chr.). 1882. online.
  - Bd. II: Bissula. Historischer Roman aus der Völkerwanderung (a. 378 n. Chr.). 1884. online.
  - Bd. III: Gelimer. Historischer Roman aus der Völkerwanderung (a. 534 n. Chr.). 1885. online.
  - Bd. IV: Die schlimmen Nonnen von Poitiers. Historischer Roman aus der Völkerwanderung (a. 589 n. Chr.). 1885. online.
  - Bd. V: Fredigundis. Historischer Roman aus der Völkerwanderung (Ende VI. Jahrhundert). 1886. online.
  - Bd. VI: Attila. Historischer Roman aus der Völkerwanderung (a. 453 n. Chr.). 1888. Neuausgabe 2019.
  - Bd. VII: Die Bataver. Historischer Roman aus der Völkerwanderung (a. 69 n. Chr.). 1890. online.
  - Bd. VIII: Chlodovech. Historischer Roman aus der Völkerwanderung (a. 481–511). 1895. Neuausgabe 2011.
  - Bd. IX: Vom Chiemgau. Historischer Roman aus der Völkerwanderung (a. 596 n. Chr.). 1896. online.
  - Bd. X: Ebroin. Historischer Roman aus der Völkerwanderung. 1897. online.
  - Bd. XI: Am Hof Herrn Karls. Vier Erzählungen. 1900. Neuausgabe online.
  - Bd. XII: Stilicho. Historischer Roman aus der Völkerwanderung. 1900. Neuausgabe online.
  - Bd. XIII: Der Vater und die Söhne. Historischer Roman aus der Völkerwanderung. 1901. online.
- Julian der Abtrünnige. Geschichtlicher Roman. [3 Bände]. Breitkopf & Härtel, Leipzig 1893–1894, SWB Online-Katalog 091080924.
- Ratbold. Oper in einem Act. Reinhold Becker, Dresden 1896. (Musik: Reinhold Becker). Digitalisat
- Sigwalt und Sigrid. Eine nordische Erzählung (frei erfunden). Breitkopf & Härtel, Leipzig um 1899. Neuausgabe online.
- Herzog Ernst von Schwaben. Erzählung aus dem elften Jahrhundert. Breitkopf & Härtel, Leipzig 1902. Neuausgabe online.
- Fünfzig Jahre. Ein Festspiel in drei Bildern. Breitkopf & Härtel, Leipzig 1902. Digitalisat

 Werkausgaben
- Gesammelte Werke. Erzählende und poetische Schriften. [2 Serien von je 8 Bänden]. 2. Aufl., Breitkopf & Härtel, Leipzig 1921, DNB 560413327.